# Havaj (powiat Stropkov)
Havaj – wieś (obec) na Słowacji położona w kraju preszowskim, w powiecie Stropkov. Pierwsze wzmianki o miejscowości pochodzą z roku 1403.
Według danych z dnia 31 grudnia 2012, wieś zamieszkiwało 407 osób, w tym 196 kobiet i 211 mężczyzn.
W 2001 roku rozkład populacji względem narodowości i przynależności etnicznej wyglądał następująco:
- Słowacy – 62,81%
- Czesi – 0,25%
- Rusini – 35,47%
- Ukraińcy – 1,23%

Ze względu na wyznawaną religię struktura mieszkańców kształtowała się w 2001 roku następująco:
- Katolicy rzymscy – 4,93%
- Grekokatolicy – 87,44%
- Prawosławni – 3,45%
- Ateiści – 1,72%
- Nie podano – 2,46%